# Türkiye Kupası 2004/05

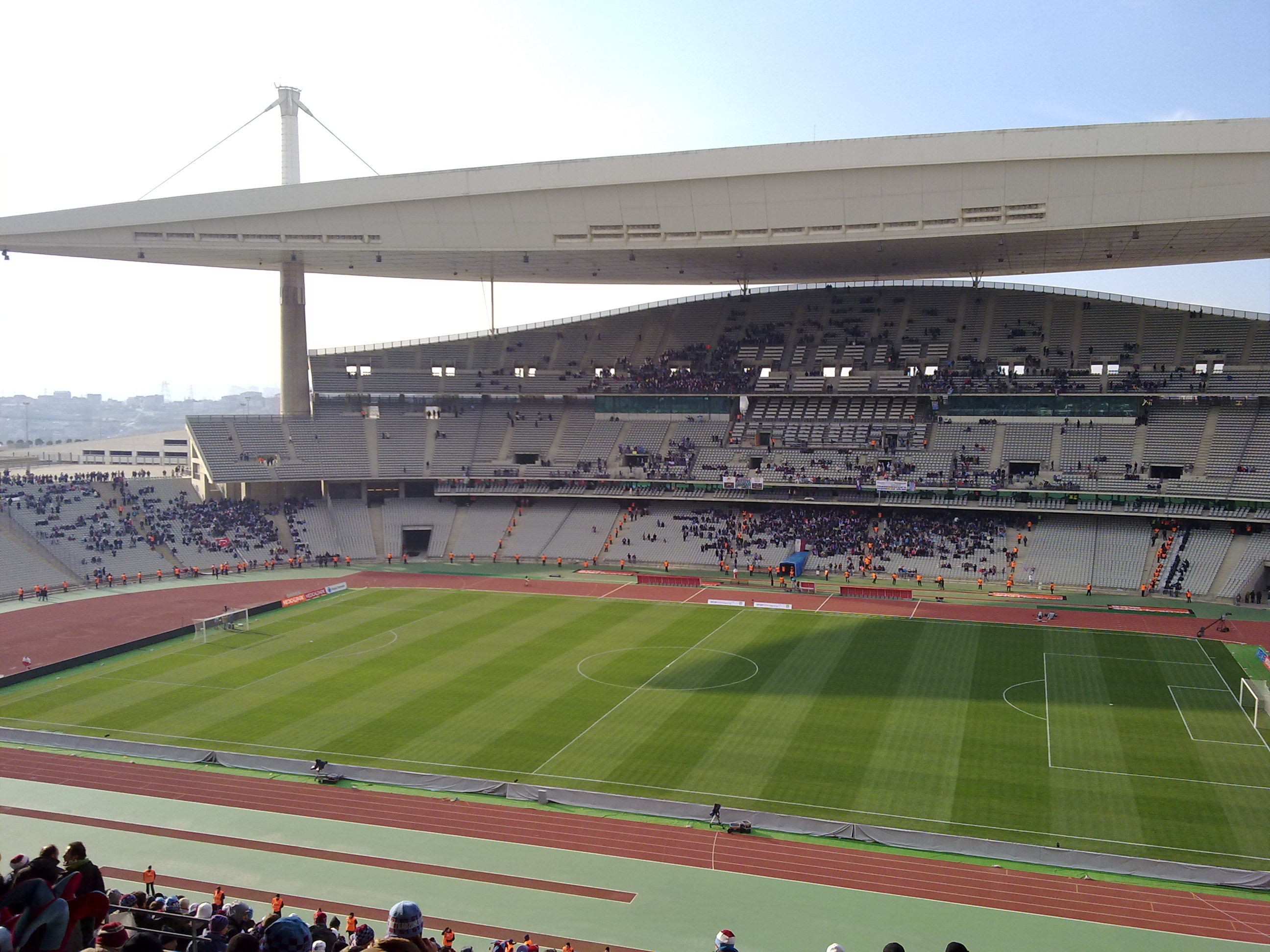
Atatürk-Olympiastadion

Die Türkiye Kupası 2004/05 war die 43. Auflage des türkischen Pokalwettbewerbes. Der Wettbewerb begann am 27. Oktober 2004 mit der 1. Runde und endete am 11. Mai 2005 mit dem Finale. Im Endspiel trafen Fenerbahçe Istanbul und Galatasaray Istanbul aufeinander. Für Fenerbahçe Istanbul war es die 10. Teilnahme am Finale und Galatasaray Istanbul spielte zum 19. Mal um den Pokal. Beide Klubs trafen zum vierten Mal im Finale aufeinander.
Galatasaray besiegte den Lokalrivalen mit 5:1 und gewann diesen Wettbewerb zum 14. Mal. Hakan Şükür gelang im Finale ein Hattrick. Austragungsort war das Atatürk-Olympiastadion in Istanbul.

## Teilnehmende Mannschaften
Für den türkischen Pokal waren folgende 48 Mannschaften teilnahmeberechtigt:
| Süper Lig die 18 Vereine der Saison 2003/04 | 2. Liga A Kategorie die 18 Vereine der Saison 2003/04 | 2. Liga B Kategorie die 12 besten Vereine aus der Saison 2003/04 |
| Adanaspor Akçaabat Sebatspor Beşiktaş Istanbul Bursaspor Çaykur Rizespor Denizlispor Diyarbakırspor Elazığspor Fenerbahçe Istanbul Galatasaray Istanbul Gaziantepspor Gençlerbirliği Ankara İstanbulspor Konyaspor Malatyaspor MKE Ankaragücü Samsunspor Trabzonspor | Adana Demirspor Altay Izmir Ankaraspor Antalyaspor Dardanelspor Göztepe Izmir Istanbul BB Izmirspor Karşıyaka SK Kayseri Erciyesspor Kayserispor Kocaelispor Manisaspor Mersin İdman Yurdu Sakaryaspor Sivasspor Türk Telekomspor Yimpaş Yozgatspor | Gruppe A Bucaspor Fatih Karagümrük Nazilli Belediyespor Uşakspor Gruppe B Karabükspor Kartalspor Orduspor Sarıyer GK Gruppe C Adıyamanspor Gaziantep BB Hatayspor Mardinspor |

## 1. Hauptrunde
Die 1. Hauptrunde fand am 27. Oktober 2004 statt. In dieser Runde traten 33 Vereine an: die drei Absteiger der Süper Lig Saison 2003/04, alle Mannschaften der 2. Liga Kategorie A (2. Liga) und die 12 besten Mannschaften der 2. Liga Kategorie B (3. Liga).
Gaziantep BB erhielt das einzige Freilos und war für die 2. Hauptrunde direkt qualifiziert.
|                     | Ergebnis             |                      |
| ------------------- | -------------------- | -------------------- |
| Adıyamanspor        | 4:0 (1:0)            | Elazığspor           |
| Altay Izmir         | 1:0 (0:0)            | Izmirspor            |
| Antalyaspor         | 2:0 n. V.            | Adanaspor            |
| Bucaspor            | 0:3 (0:1)            | Göztepe Izmir        |
| Bursaspor           | 1:0 (0:0)            | Sakaryaspor          |
| Istanbul BB         | 1:3 (0:1)            | Fatih Karagümrük     |
| Hatayspor           | 1:4 (1:1)            | Mardinspor           |
| Karabükspor         | 2:0 (2:0)            | Yimpaş Yozgatspor    |
| Kayseri Erciyesspor | 5:1 (1:1)            | Orduspor             |
| Kocaelispor         | 3:0 (1:0)            | Dardanelspor         |
| Manisaspor          | 4:3 n. V. (3:3, 3:1) | Karşıyaka SK         |
| Mersin İdman Yurdu  | 2:0 (0:0)            | Adana Demirspor      |
| Sarıyer GK          | 5:1 (2:0)            | Kartalspor           |
| Sivasspor           | 0:1 (0:1)            | Kayserispor          |
| Türk Telekomspor    | 1:4 (1:2)            | Ankaraspor           |
| Uşakspor            | 3:1 (1:0)            | Nazilli Belediyespor |

## 2. Hauptrunde
Die 2. Hauptrunde wurde vom 21. Dezember bis 23. Dezember 2004 ausgetragen. Zu den 17 Siegern aus der 1. Hauptrunde nahmen hier die Erstligisten von Platz 1 bis 15 aus der Saison 2003/04 teil.
|                      | Ergebnis             |                       |
| -------------------- | -------------------- | --------------------- |
| MKE Ankaragücü       | 4:0 (1:0)            | Manisaspor            |
| Adıyamanspor         | 2:4 (2:1)            | Gaziantepspor         |
| Bursaspor            | 3:1 (0:1)            | İstanbulspor          |
| Çaykur Rizespor      | 1:0 (0:0)            | Kocaelispor           |
| Diyarbakırspor       | 4:2 n. V. (2:2, 1:1) | Mersin İdman Yurdu    |
| Fatih Karagümrük     | 0:3 (0:3)            | Samsunspor            |
| Gaziantep BB         | 0:3 (0:1)            | Malatyaspor           |
| Göztepe Izmir        | 0:1 (0:0)            | Beşiktaş Istanbul     |
| Kayserispor          | 2:1 (1:1)            | Gençlerbirliği Ankara |
| Konyaspor            | 4:0 (3:0)            | Altay Izmir           |
| Mardinspor           | 4:2 (1:1)            | Sarıyer GK            |
| Uşakspor             | 2:6 (0:3)            | Fenerbahçe Istanbul   |
| Ankaraspor           | 1:2 n. V. (1:1, 1:0) | Denizlispor           |
| Antalyaspor          | 1:5 (1:2)            | Trabzonspor           |
| Galatasaray Istanbul | 3:0 (2:0)            | Karabükspor           |
| Kayseri Erciyesspor  | 3:2 n. V. (2:2, 0:1) | Akçaabat Sebatspor    |

## Achtelfinale
Das Achtelfinale wurde vom 22. Januar bis 24. Januar 2005 ausgetragen.
|                      | Ergebnis              |                 |
| -------------------- | --------------------- | --------------- |
| Galatasaray Istanbul | 1:0 (1:0)             | Bursaspor       |
| Diyarbakırspor       | 1:0 (1:0)             | Çaykur Rizespor |
| Kayseri Erciyesspor  | 1:4 (0:1)             | Denizlispor     |
| Samsunspor           | 2:3 n. V. (1:1, 0:1)  | Gaziantepspor   |
| Trabzonspor          | 2:0 (0:0)             | Malatyaspor     |
| Beşiktaş Istanbul    | 1:3 (0:1)             | Konyaspor       |
| Fenerbahçe Istanbul  | 3:2 (1:1)             | MKE Ankaragücü  |
| Mardinspor           | 2:2 n. V. (3:4 i. E.) | Kayserispor     |

## Viertelfinale
Das Viertelfinale wurde am 1. und 2. März 2005 ausgetragen.
|                     | Ergebnis              |                      |
| ------------------- | --------------------- | -------------------- |
| Diyarbakırspor      | 0:1 (0:1)             | Galatasaray Istanbul |
| Denizlispor         | 1:1 n. V. (5:4 i. E.) | Konyaspor            |
| Trabzonspor         | 3:0 (1:0)             | Gaziantepspor        |
| Fenerbahçe Istanbul | 4:0 (3:0)             | Kayserispor          |

## Halbfinale
Das Halbfinale wurde am 20. und 21. April 2005 ausgetragen.
|                      | Ergebnis              |             |
| -------------------- | --------------------- | ----------- |
| Galatasaray Istanbul | 1:1 n. V. (4:2 i. E.) | Trabzonspor |
| Fenerbahçe Istanbul  | 1:1 n. V. (4:3 i. E.) | Denizlispor |

## Finale
| Paarung              | Galatasaray Istanbul – Fenerbahçe Istanbul |
| Ergebnis             | 5:1 (3:1) |
| Datum                | 11. Mai 2005 um 20:00 Uhr |
| Stadion              | Atatürk-Olympiastadion, Istanbul |
| Schiedsrichter       | Serdar Tatlı (Şanlıurfa) |
| Tore                 | 1:0 Franck Ribéry (15.) 2:0 Necati Ateş (23.) 3:0 Hakan Şükür (36.) 3:1 Fabio Luciano (40.) 4:1 Hakan Şükür (71.) 5:1 Hakan Şükür (88.) |
| Galatasaray Istanbul | Faryd Mondragón – Cihan Haspolatlı, Rigobert Song, Stjepan Tomas, Orhan Ak (46. Uğur Uçar) – Franck Ribéry (52. Sabri Sarıoğlu), Ayhan Akman, Flávio Conceição, Ergün Penbe – Necati Ateş (59. Hasan Şaş) – Hakan Şükür Cheftrainer: Gheorghe Hagi ( Rumänien)     |
| Fenerbahçe Istanbul  | Rüştü Reçber – Serkan Balcı, Deniz Barış, Fábio Luciano, Önder Turacı – Selçuk Şahin (46. Pierre van Hooijdonk), Mehmet Aurélio, Tuncay Şanlı (46. Semih Şentürk), Alex – Serhat Akın (70. Mehmet Yozgatlı), Mert Nobre Cheftrainer: Christoph Daum ( Deutschland) |
| Gelbe Karten         | Orhan Ak, Okan Buruk, Hakan Şükür – Alex, Serkan Balcı |

## Beste Torschützen
| Rang | Spieler         | Verein               | Tore |
| ---- | --------------- | -------------------- | ---- |
| 1    | Timuçin Bayazıt | Denizlispor          | 4    |
| 1    | Hakan Şükür     | Galatasaray Istanbul | 4    |
| 3    | Alex            | Fenerbahçe Istanbul  | 3    |
| 3    | Necati Ateş     | Galatasaray Istanbul | 3    |
| 3    | Zafer Biryol    | Konyaspor            | 3    |
| 3    | Bekir Ceyhan    | Adıyamanspor         | 3    |
| 3    | Erdal Güneş     | Gaziantepspor        | 3    |
| 3    | Samuel Johnson  | Kayserispor          | 3    |
| 3    | Fabio Luciano   | Fenerbahçe Istanbul  | 3    |
| 3    | Mert Nobre      | Fenerbahçe Istanbul  | 3    |
| 3    | Can Polat       | Mardinspor           | 3    |